# Məmməd Yusif Cəfərov

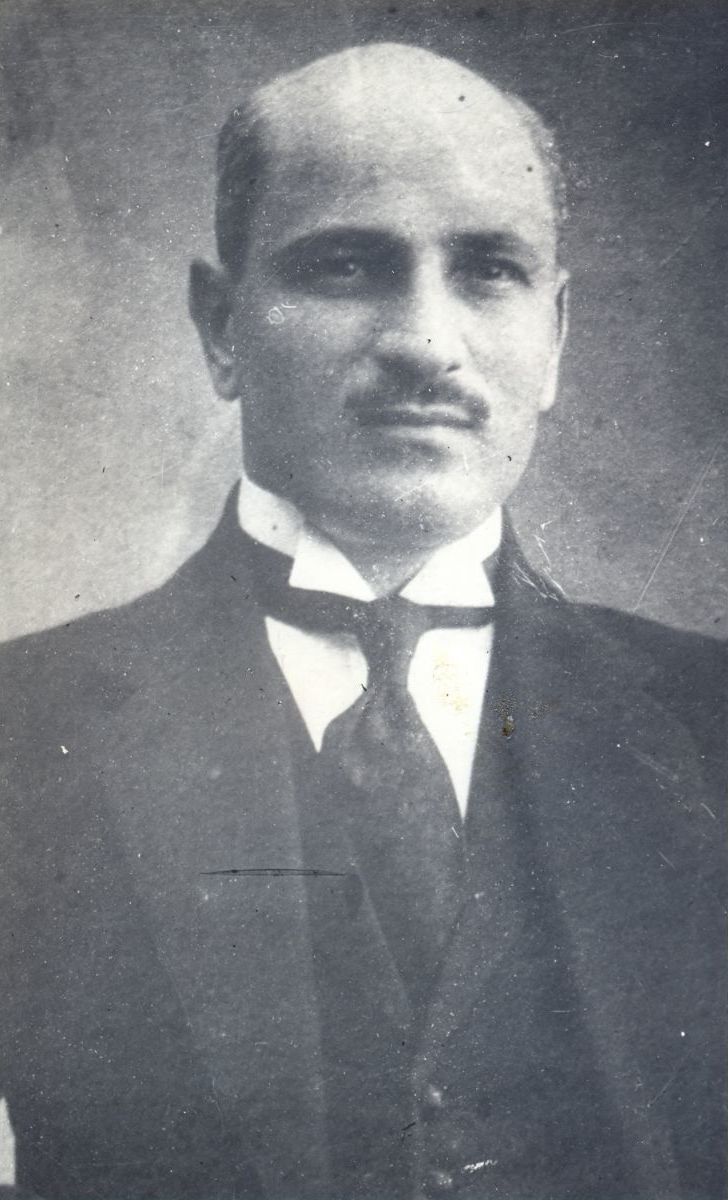
Məmməd Yusif Cəfərov

Məmməd Yusif Cəfərov (eingedeutscht Mämmäd Yusif Dschäfärow; * 20.jul. / 1. April 1885greg. in Baku, Gouvernement Baku, Russisches Kaiserreich; † 15. Mai 1938 in Baku, Aserbaidschanische Sozialistische Sowjetrepublik, UdSSR) war ein aserbaidschanischer Politiker und Staatsmann, Abgeordneter der vierten Staatsduma des Russischen Kaiserreichs und einer der Gründungsväter der Demokratischen Republik Aserbaidschan (1918–1920).

## Biographie
Cəfərov schloss im Jahr 1907 das Alexander-Gymnasium in Baku ab und studierte im Anschluss an der juristischen Fakultät der Lomonossow-Universität Moskau. In Moskau war er einer der Organisatoren regelmäßiger Begegnungen aserbaidschanischer Studenten und einer der Mitbegründer der aserbaidschanischen Diaspora. Die Universität absolvierte er 1912 mit Auszeichnung.
Nach dem Studium kehrte Cəfərov nach Aserbaidschan zurück und war kurzzeitig als Assistent eines vereidigten Staatsanwalts tätig. Noch im Jahr 1912 wurde er als Abgeordneter in die vierte Duma des Russischen Kaiserreiches gewählt und vertrat hier die Interessen der muslimischen Bevölkerung von Baku, Gəncə und Eriwan. In Sankt Petersburg trat er der Konstitutionellen Demokratischen Partei (auch bekannt als Kadetten) bei und übte während seiner Zeit als Duma-Abgeordneter scharfe Kritik an der Kolonialisierungspolitik des Zarenregimes in Aserbaidschan.
Wenige Wochen nach der Februarrevolution 1917 rief die provisorische Regierung den Transkaukasischen Komitee der Duma ins Leben, wobei Cəfərov für industrielle und wirtschaftliche Angelegenheiten zuständig war. Im November 1917 wurde er zum Kommissar für Industrie und Handel des Transkaukasischen Kommissariats ernannt.

## Politische Laufbahn in der Demokratischen Republik Aserbaidschan

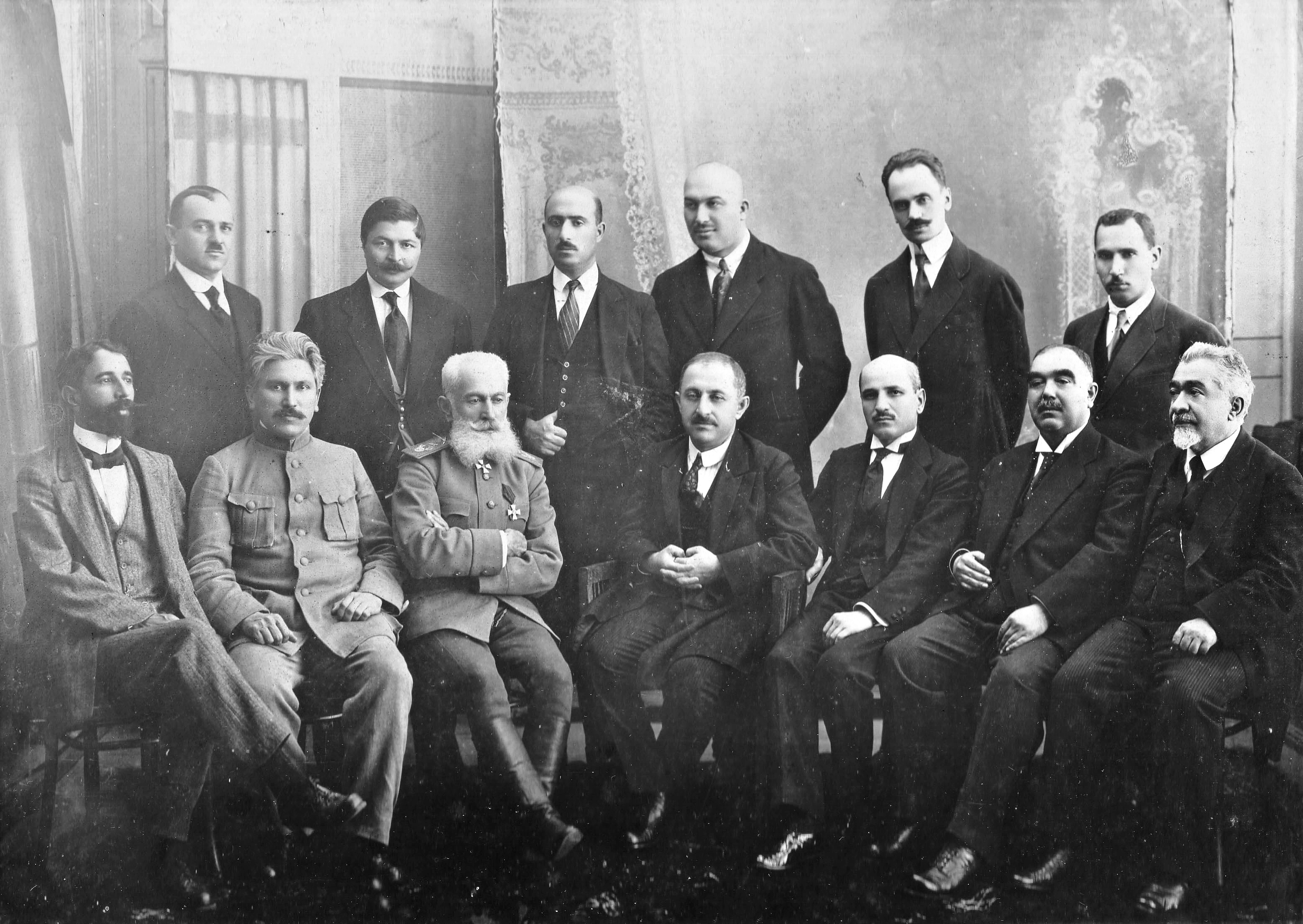
Ministerkabinett der Demokratischen Republik Aserbaidschan. (Cəfərov im Bild Dritter rechts sitzend)

Mit der Etablierung der Demokratischen Republik Aserbaidschan (DRA) rückte Cəfərov zum Minister für Industrie und Handel im neugebildeten Kabinett des ersten Premierministers Fətəli Xan Xoyski. Diesen Posten verließ er mit der Auflösung der Regierung und arbeitete danach als Vertreter Aserbaidschans in Demokratischen Republik Georgien.
Im März 1919 berief ihn der neue Regierungschef Nəsib bəy Yusifbəyli zum Außenminister des Landes. Im Oktober 1919 wurde Cəfərov Mitglied der Musawat-Partei.
Im Februar 1920 ernannte man Cəfərov zum stellvertretenden Parlamentssprecher der DRA. Da sich Parlamentspräsident Əlimərdan bəy Topçubaşov seit 1919 auf der Pariser Friedenskonferenz befand (wo am 12. Januar 1920 die de facto Anerkennung der DRA durch alliierte Mächte erzielt wurde), übernahm Cəfərov sein Amt kommissarisch und übte dieses bis zur Auflösung der DRA durch die Rote Armee am 28. April 1920 aus.
Nach der Gründung der Sowjetherrschaft in Aserbaidschan zog sich Cəfərov aus der Politik zurück und arbeitete bis zu seinem Tod im Jahr 1938 als Rechtsberater in verschiedenen Wein- und Baumwollkonzernen Aserbaidschans.